# Mistrzostwa Świata w Lekkoatletyce 2009 – bieg na 400 m mężczyzn
Bieg na 400 m mężczyzn to jedna z konkurencji rozegranych podczas XII mistrzostw świata w lekkoatletyce.
Wymagane minimum A do udziału w mistrzostwach świata wynosiło 45,55, natomiast minimum B - 45,95.
Eliminacje rozegrano  18 sierpnia 2009, półfinały – 19 sierpnia, zaś finał odbył się 21 sierpnia.

## Rekordy
W poniższej tabeli przedstawione są rekord świata, rekord mistrzostw świata, rekord Polski oraz rekordy poszczególnych kontynentów z dnia 15 sierpnia 2009 roku.
| Rekord świata                                  | Michael Johnson (USA)         | 43,18 s | Sewilla, Hiszpania      | 26.08.1999 |
| Rekord mistrzostw świata                       | Michael Johnson (USA)         | 43,18 s | Sewilla, Hiszpania      | 26.08.1999 |
| Listy światowe                                 | LaShawn Merritt (USA)         | 44,50 s | Baie-Mahault, Gwadelupa | 27.06.2009 |
| Rekord Polski                                  | Tomasz Czubak (POL)           | 44,62 s | Sewilla, Hiszpania      | 24.08.1999 |
| Rekord Afryki                                  | Gary Kikaya (COD)             | 44,10 s | Stuttgart, Niemcy       | 09.09.2006 |
| Rekord Ameryki Południowej                     | Sanderlei Claro Parrela (BRA) | 44,29 s | Sewilla, Hiszpania      | 26.08.1999 |
| Rekord Ameryki Północnej, Środkowej i Karaibów | Michael Johnson (USA)         | 43,18 s | Sewilla, Hiszpania      | 26.08.1999 |
| Rekord Azji                                    | Mohamed Amer Al-Malky (OMA)   | 44,56 s | Budapeszt, Węgry        | 12.08.1988 |
| Rekord Europy                                  | Thomas Schönlebe (GER)        | 44,33 s | Rzym, Włochy            | 03.09.1987 |
| Rekord Australii i Oceanii                     | Darren Clark (AUS)            | 44,38 s | Seul, Korea Południowa  | 26.09.1988 |

## Przebieg zawodów

### Pierwsza runda
Pierwsza runda odbyła się 18 sierpnia. Wystartowało w niej 50 zawodników, spośród 53 którzy zostali zgłoszeni do zawodów. Bezpośrednio do półfinałów awansowali trzej najlepsi zawodnicy z każdego z 7 biegów eliminacyjnych (Q), oraz trzech zawodników z najlepszymi czasami, którzy zajęli miejsca gorsze niż trzecie (q).

#### Bieg 1
Godzina: 11:05 (UTC+2)
| Poz. | Zawodnik              | Narodowość          | Tor | Reakcja | Rezultat | Uwagi |
| ---- | --------------------- | ------------------- | --- | ------- | -------- | ----- |
| 1    | Robert Tobin          | 2 Wielka Brytania   | 5   | 0.179   | 45.50    | Q     |
| 2    | David Gillick         | 4 Irlandia          | 7   | 0.169   | 45.54    | Q     |
| 3    | Rabah Yousif          | 3 Sudan             | 4   | 0.143   | 45.55    | , Q   |
| 4    | Lionel Larry          | 7 Stany Zjednoczone | 3   | 0.152   | 45.64    | q     |
| 5    | Young Talkmore        | 7 Zimbabwe          | 8   | 0.178   | 45.92    |       |
| 6    | Cedric van Branteghem | 7 Belgia            | 2   | 0.155   | 45.94    |       |
| 7    | Hideyuki Hirose       | 7 Japonia           | 6   | 0.161   | 46.80    |       |

#### Bieg 2
Godzina: 11:12 (UTC+2)
| Poz. | Zawodnik           | Narodowość        | Tor | Reakcja | Rezultat | Uwagi                     |  |
| ---- | ------------------ | ----------------- | --- | ------- | -------- | ------------------------- |  |
| 1    | Renny Quow         | Trynidad i Tobago | 4   | 0.202   | 45.21    | Q                         |  |
| 2    | William Collazo    | Kuba              | 1   | 0.171   | 45.52    | Q                         |  |
| 3    | Kévin Borlée       | Belgia            | 8   | 0.144   | 45.61    | Q                         |  |
| 4    | Marcin Marciniszyn | Polska            | 3   | 0.167   | 45.77    | Najlepszy wynik w sezonie |  |
| 5    | Arismendy Peguero  | Dominikana        | 2   | 0.178   | 46.13    |                           |  |
| 6    | Mathieu Gnanligo   | Benin             | 6   | 0.168   | 47.00    | Najlepszy wynik w sezonie |  |
| 7    | Nelson Stone       | Papua-Nowa Gwinea | 5   | 0.239   | 47.13    |                           |  |
| 8    | Michael Mathieu    | Bahamy            | 7   | 0.176   | 8        | DQ                        |  |